# Maison du site minier de Plombières
La maison du site minier de Plombières est un immeuble classé du XVIe siècle situé à Plombières au nord de la province de Liège (Belgique). 

## Localisation
Cette maison traditionnelle fait partie de l'ancien site minier de Plombières situé au sud-est du village de Plombières. Elle se situe au no 25 de la rue du Chemin de fer. La plaine de jeu du site minier se trouve à l'avant de la maison.

## Historique et description
Cette maison des XVIe, XVIIe et XVIIIe siècles a été bâtie sur deux niveaux (un étage) en moellons de grès et en pans de bois. Des pans de bois formant des colombages sont présents sur trois des quatre côtés de la maison : à la partie ouest de la façade nord (pour les deux niveaux sur soubassement en grès), à la partie ouest de la façade sud (uniquement pour le niveau supérieur) et sur le sommet du pignon oriental. Les pans de bois sont uniquement horizontaux et verticaux sur les deux façades tandis qu'ils sont aussi obliques sur le pignon. Entre ces pans de bois, les vides ont été comblés par des briques enduites de couleur blanche. Le pignon ouest est aveugle. Le bâtiment est recouvert d'une toiture à deux pans en tuiles. Le bâtiment est restauré en 2007 et prolongé à l'est par une annexe contemporaine où se trouve l'entrée.

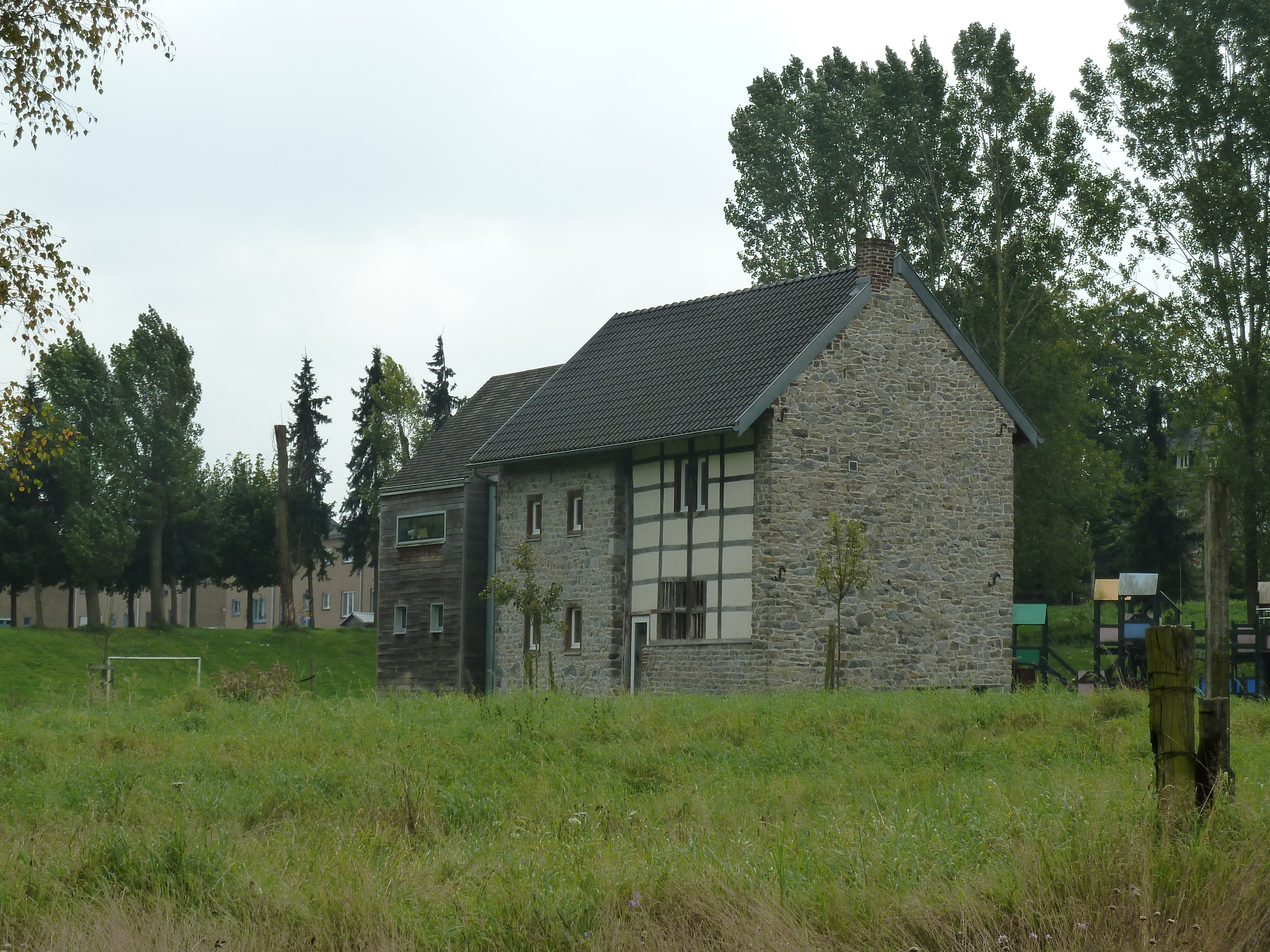
Façade nord et pignon ouest

## Classement et activités
La maison (façades et toitures excepté celles des annexes récentes flanquant la pignon est), classée depuis le 2 décembre 1982, fait partie du site minier de Plombières en tant qu'office du tourisme de la commune de Plombières. Elle abrite aussi une exposition sur l'histoire de l'extraction et du traitement des minerais (plomb et zinc) et sur la réserve naturelle.